# Slevin
Pour plus de détails, voir Fiche technique et Distribution.
Slevin ou Bonne chance Slevin (Lucky Number Slevin) au Québec est un film américain réalisé par Paul McGuigan, sorti en 2006.

## Synopsis
Slevin n'a vraiment pas de chance. Viré de son emploi, sans maison, il vient de surprendre sa copine avec un autre homme. En plus de cela, il se fait voler ses papiers en se rendant chez Nick Fisher, un pote à New York. Et comme s'il n'avait pas assez de problèmes, son ami a tout simplement disparu et deux parrains new-yorkais s'en prennent à lui. En effet, le Rabbin et le Boss, qui se livrent une guerre de gangs sans merci, ont un point commun : Nick Fisher leur doit beaucoup d'argent. Et chacun d'entre eux va demander un service à Slevin, puisqu'il ne peut payer la dette de Nick. Une embrouille à la « Kansas City Shuffle » comme dirait Goodkat, un célèbre tueur, qui espère en finir avec une histoire qui se trame depuis plus de vingt ans, à l'époque où les deux parrains étaient complices…

## Fiche technique
- Titre : Slevin
- Titre québécois : Bonne chance Slevin
- Titre original : Lucky Number Slevin
- Réalisation : Paul McGuigan
- Scénario : Jason Smilovic
- Photographie : Peter Sova (en)
- Montage : Andrew Hulme
- Musique : Joshua Ralph
- Budget : 27 000 000 $[1]
- Pays d'origine :  États-Unis,  Royaume-Uni,  Allemagne,  Canada
- Production : Christopher Eberts et Andreas Grosch
- Format : couleurs - 2,35:1 - Dolby Digital - 35 mm
- Dates de sortie[2] :  Royaume-Uni : 24 février 2006,  États-Unis : 7 avril 2006,  France : 28 juin 2006

## Distribution
Légende : VF = Version Française[réf. nécessaire] et VQ = Version Québécoise
- Josh Hartnett (VF : Damien Boisseau et VQ : Martin Watier) : Slevin Kelevra
- Bruce Willis (VF : Patrick Poivey et VQ : Jean-Luc Montminy) : Smith et Goodkat
- Morgan Freeman (VF : Benoit Allemane et VQ : Guy Nadon) : le Boss
- Ben Kingsley (VF : Jean Lescot et VQ : Vincent Davy) : le Rabbin
- Lucy Liu (VF : Laëtitia Godes et VQ : Anne Dorval) : Lindsey
- Stanley Tucci (VF : Pascal Germain et VQ : Jean-Marie Moncelet) : le lieutenant Brikowski
- Danny Aiello (VF : Thierry Murzeau) : Roth
- Rick Bramucci : Soldier
- Mykelti Williamson : Sloe
- Kevin Chamberlin : Marty
- Oliver Davis : Henry
- Victoria Fodor : Helen
- John Ghaly : l'officier de police new-yorkaise
- Sam Jaeger : Nick Fisher
- Janet Lane (VQ : Christine Bellier) : Blondie
- Shira Leigh : Hottie
- Scott Gibson (VF : Guillaume Lebon et VQ : Antoine Durand) : Max
- Dorian Missick (en) (VQ : François L'Écuyer) : Elvis
- Sebastien Roberts : le mec
- Robert Forster (VQ : Éric Gaudry) : Murphy
- Michael Rubenfeld : Yitzchok la Folle
- Corey Stoll (VF : Gilles Morvan) : Saul
- Matthew G. Taylor : featured

## Accueil
Le film a connu un succès commercial modéré, rapportant environ 56 308 000 $ au box-office mondial, dont 22 495 000 $ en Amérique du Nord, pour un budget de 27 000 000 $. En France, il a réalisé 328 851 entrées.
Il a reçu un accueil critique mitigé, recueillant 51 % de critiques positives, avec une note moyenne de 5,9/10 et sur la base de 153 critiques collectées, sur le site agrégateur de critiques Rotten Tomatoes. Sur Metacritic, il obtient un score de 53/100 sur la base de 36 critiques collectées.